# Mereče
Mereče este o localitate din comuna Ilirska Bistrica, Slovenia, cu o populație de 62 de locuitori.